# Eschweilera squamata
Eschweilera squamata là một loài thực vật linhin thuộc họ Lecythidaceae.
Loài này chỉ có ở Guyane thuộc Pháp.